# ANPAL Servizi
Sviluppo Lavoro Italia S.p.A., già ANPAL Servizi  e già Italia Lavoro, è una società pubblica vigilata dal Ministero del lavoro e delle politiche sociali. La società opera nel campo delle politiche attive del lavoro.
Italia Lavoro fu istituita nel 1997 su direttiva della Presidenza del Consiglio dei ministri mediante uno scorporo di ramo d'azienda da Italia Investimenti S.p.A. (già GEPI S.p.A.), con la mission di svuotare il bacino dei Lavoratori Socialmente Utili (LSU) presso gli Enti Locali e creare occupazione su tutto il territorio nazionale.
La compatibilità tra la natura di società per azioni e la sua collocazione nell'ambito dell'ordinamento e dell'organizzazione amministrativa dello Stato e degli enti pubblici nazionali per perseguire compiti e funzioni pubbliche è stata riconosciuta dalla Corte Costituzionale con la sentenza n. 363 del 19 dicembre 2003.
Con l'introduzione della Legge 11 dicembre 2016, n. 232 si dispose il cambio di denominazione di Italia Lavoro in ANPAL Servizi S.p.A.
Il 1° marzo 2024, ai sensi dell’art.3, comma 7 del Decreto-legge 75/2023 convertito con modificazioni dalla Legge del 10 agosto 2023, n. 112, la società ANPAL Servizi S.p.a. assume la denominazione di «Sviluppo Lavoro Italia S.p.A.».

## Descrizione
Sviluppo Lavoro Italia S.p.A. è una Società per azioni a controllo pubblico interamente partecipata dal Ministero dell’Economia e delle Finanze e  opera  nell’ambito delle direttive e degli indirizzi impartiti dal Ministero del Lavoro e delle Politiche Sociali per la promozione, la progettazione, la realizzazione e la gestione di interventi finalizzati alla promozione dell'occupazione in Italia e all’estero.
Sviluppo Lavoro Italia si configura come soggetto in house del Ministero del Lavoro e delle Politiche Sociali che ne esercita in via esclusiva la vigilanza e il controllo sulla Società e ne definisce e approva gli indirizzi di carattere generale di intesa in sede di Conferenza permanente per i rapporti tra lo Stato, le regioni e le province autonome.
Sviluppo Lavoro Italia persegue gli obiettivi che contribuiscono alla risoluzione delle problematiche strutturali del mercato del lavoro italiano, prevalentemente legate alla difficile transizione dei giovani nel mercato del lavoro, all’elevato tasso di disoccupazione, al basso livello di partecipazione e occupazione femminile, alla persistenza di marcati divari territoriali nella erogazione dei servizi, all’integrazione delle politiche attive e passive per il lavoro, al reinserimento occupazionale dei lavoratori espulsi dal mercato del lavoro.
Sviluppo Lavoro Italia è organizzata in cinque ambiti di intervento che sviluppano e attuano i progetti di politica attiva del lavoro adottando le tecniche più avanzate di Project Management:
- Programmazione delle Politiche     del Lavoro:     partecipazione alla programmazione delle politiche attive del lavoro verso     modelli innovativi, efficaci, personalizzati e sostenibili, puntando su un     utilizzo più proficuo delle risorse disponibili.
- Nuovi Servizi per il Lavoro: supporto per l’evoluzione     della rete dei servizi per il lavoro verso l’innovazione e la     digitalizzazione, la sinergia tra pubblico e privato e alti livelli di     qualità in tutti i territori.
- Nuove Competenze per le     Transizioni:     sostegno al sistema delle competenze per facilitare le transizioni dalla     formazione al lavoro e nel mercato del lavoro.
- Inclusione Sociale e Lavorativa: miglioramento     dell'occupabilità e promozione dell'inserimento stabile nel mercato del     lavoro delle persone con disabilità, dei migranti e di altri soggetti     vulnerabili.
- Politiche Innovative di     Contrasto ai Divari: realizzazione di interventi di contrasto ai divari che impattano     in particolare sulle nuove generazioni, sull’equilibrio di genere e sui     divari di cittadinanza.